# 入来院定矩
入来院 定矩（いりきいん さだのり）は、江戸時代後期の薩摩藩士。薩摩入来領主、入来院氏26代当主。

## 生涯
天明4年（1784年）8月5日、島津氏の家臣・入来院定馨の子として生まれる。同年、父の死去により家督相続し、薩摩入来領主となる。
寛政4年（1792年）、藩主・島津斉宣の加冠で元服する。寛政5年（1793年）、明時館火消役となる。同年、下町の火災が明時館に延焼するのを家中で防ぎ、消防の功績を賞される。寛政12年（1800年）3月15日没。享年17。
家督は、親族が相談の上で、重富島津家2代当主・島津忠救の三男・麻袈裟（定経）を養子としての相続を願い出て許される。